# Луис, Джефферсон
Джефферсон Ли Луис (англ. Jefferson Lee Louis; род. 22 февраля 1979, Харроу, Большой Лондон) — доминикский футболист, нападающий, и тренер. В настоящее время он является ассистентом главного тренера в «Слау Тауне». Будучи джорнименом, он сменил 51 клуб за 28-летнюю карьеру. Он играл в Английской футбольной лиге за «Оксфорд Юнайтед», «Бристоль Роверс», «Мансфилд Таун» и национальную сборную Доминики.

## Ранние годы
Луис родился в Харроу и вырос в Харлесдене. Он и его мать переехали в Эйлсбери, Бакингемшир, когда ему было 17 лет. Он играл в футбол за местные клубы «Рисборо Рэйнджерс», «Эйлсбери Юнайтед» и «Тейм Юнайтед», прежде чем в 2001 году он был признан виновным в опасном вождении, дисквалифицирован и приговорён к году тюремного заключения. Он отсидел шесть месяцев, прежде чем был освобожден из тюрьмы Вудхилл.

## Клубная карьера
Луис присоединился к «Оксфорд Юнайтед» на испытательном сроке в феврале 2002 года и произвёл должное впечатление, получив возможность дебютировать в Футбольной лиге, заменив на 78-й минуте Дэйва Сэвиджа в последней игре сезона клуба против «Дарлингтона» 20 апреля 2002 года. Оставшись в клубе, в следующем сезоне он привлёк большое внимание СМИ, когда, забив победный гол в телевизионном матче второго раунда Кубка Англии против «Суиндон Тауна», его засняли голым в прямом эфире по телевидению, радостно празднующим сведению по итогам жеребьёвки с клубом «Арсенал», за который он болел в детстве. «Юнайтед» проиграл лондонскому клубу на «Хайбери» со счётом 0:2, а Луис появился на 54-й минуте с замены. Несмотря на внимание, его тренер Иан Аткинс посчитал, что он не смог добиться прогресса во второй половине сезона, и в конце сезона включил его на трансферный рынок.
31 июля 2003 года он согласился присоединиться к «Уокингу» на правах аренды, сделка предусматривала подписание контракта на один месяц с немедленным возвращением, а затем еще на два месяца с возможностью сделать переход на постоянной основе. Он был отозван из аренды 15 сентября 2003 года, и получил возвращение в основную команду. 27 августа 2004 года он присоединился к «Грейвзенд и Нортфлит» на условиях месячной аренды, прежде чем был отозван 24 сентября, что позволило ему подписать контракт с «Форест Грин Роверс» на правах свободного агента.
Луис покинул «Форест Грин Роверс», перейдя в «Уокинг» 3 декабря 2004 года и заплатив номинальную плату за его услуги. Он оставался в «Уокинге» до конца сезона 2004/2005, забив 3 гола в 23 матчах лиги. Он сыграл 10 матчей в лиге и кубке за команду «Бристоль Роверс» из Второго дивизиона с мая по сентябрь 2005 года. После непродолжительных пребываний в «Уэртинге» и «Стивенидже» он подписал контракт с «Йедингом» в январе 2006 года. Он оставался в клубе до января 2007 года, но сыграл за него всего несколько матчей. Затем Луис провёл шесть месяцев в «Хавант энд Уотерлувилле» и ещё шесть месяцев в «Уэймуте».
Луис провёл короткий период в «Мейденхед Юнайтеде», прежде чем присоединиться к «Мансфилд Тауну» в январе 2008 года на условиях трёхмесячного контракта. Он покинул клуб 2 мая 2008 года и присоединился к «Рексему» в следующем месяце. Его период в валийский клуб был успешным, когда Луис забил 15 голов в 42 матчах в сезоне 2008/2009. После того, как его контракт с «Рексемом» был расторгнут по обоюдному согласию, он присоединился к «Кроли Таун» 24 мая 2009 года. Он присоединился к «Рашден энд Даймондс» на правах аренды 12 ноября. Луис хромал через 17 минут после своего дебюта. В последней игре своей первоначальной арендной сделки он забил дважды в ворота «Барроу», побудив тренера Джастина Эдинбурга оставить его до конца сезона.
Он присоединился к «Гейнсборо Тринити» в июне 2010 года, но в октябре перешёл в «Дарлингтон» из Национальной лиги на правах аренды до января 2011 года, намереваясь затем сделать пребывание на постоянной основе. Сделка сорвалась, поэтому Луис вернулся в «Гейнсборо» по окончании аренды. Покинув «Гейнсборо», он сыграл один матч за «Уэймут», выйдя на замену в победном матче против «Хемел Хемпстед Тауна» (2:1), а затем вернулся в Национальную лигу, присоединившись к «Хейз энд Идинг Юнайтеду». Луис по собственной просьбе в марте покинул клуб, и вернулся в «Мейденхед Юнайтед» на следующий день.
Проведя первую половину сезона 2011/2012 в «Бракли Тауне», Луис присоединился к «Линкольн Сити» 31 января 2012 года. В июне он согласился на сделку, чтобы вновь восоединился с Джастином Эдинбургом в «Ньюпорт Каунти». В ноябре 2012 года он присоединился к Уайтхок на правах аренды. Затем он вернулся в «Бракли Таун», дебютировав 5 января 2013 года в матче против «Дройлсдена». К концу сезона Луис забил 7 голов в 24 матчах Северной Национальной лиги, включая плей-офф. Он покинул «Бракли» в конце сезона и подписал контракт с «Хендоном» в июле 2013 года. В феврале 2014 года он присоединился к «Маргейту», прежде чем присоединился к «Лоустофт Тауну», став 30-й командой в его карьере.
Следующим клубом Луиса был «Уилдстон», к которому он присоединился в декабре 2014 года. Он забил 18 голов в 57 матчах лиги. 3 июня 2016 года «Стейнс Таун» объявил, что Луис подписал контракт с ними. 13 октября 2016 года главный тренер Джастин Мерритт «Оксфорд Сити» завершил подписание контракта с Луисом. Исполняющий обязанности тренера Марк Джонс освободил Луиса в конце сезона после назначения на постоянную основу. Впоследствии он присоединился к «Банбери Юнайтед». В «Юнайтеде» Луис стал первым игроком, забившим 6 голов в своих первых 6 играх лиги, побив 50-летний рекорд, ранее принадлежавший Тони Жаку, лучшему бомбардиру «Банбери» за всю историю.
В декабре 2017 года он перешёл в «Чешам Юнайтед» из Южной футбольной лиги. Перед сезоном 2018/2019 Луис подписал контракт с «Фарнборо». 15 сентября 2018 года он вернулся в «Чешам Юнайтед» перед 7-м туром, поскольку они боролись за место в нижней части таблицы. 24 декабря 2019 года Луис присоединился к «Сент-Олбанс Сити». Летом 2020 года он присоединился к команде «Беконсфилд Таун» из Южной футбольной лиги. В октябре 2021 года он перешёл в «Норт Ли».
13 июня 2023 года Луис присоединился к «Слау Тауну» из Южной Национальной лиги в качестве играющего тренера.
В октябре 2023 года Луис вернулся в «Биконсфилд Таун», а в январе 2024 года снова перешел в «Тейм Юнайтед».
4 июня 2025 года, в возрасте 46 лет, Луис объявил о завершении карьеры.

## Карьера за сборную
Луис сыграл единственный матч за национальную сборную Доминики в рамках отборочного турнира на чемпионат мира 2010 против сборной Барбадоса, который завершился победой барбадосцев со счётом 1:0. В этом матче он играл вместе со своим двоюродным братом Ричардом Пакеттой.

## Карьера тренера
4 июня 2025 года Луис вернулся в «Слау Таун» в качестве ассистента главного тренера основной команды.